# Classe La Combattante IIa
Le motocannoniere missilistiche della Classe La Combattante IIa della Elliniko Polemikó Navtikó sono delle unità litoranee d'attacco veloci della classe Tiger, versione delle Combattante II costruite per la Bundesmarine tedesca, che messe in disarmo dalla Deutsche Marine sono state acquisite dalla Grecia.

## Germania
Le unità, entrate in servizio nella Bundesmarine nella prima metà degli anni settanta e dismesse a partire dagli anni novanta, sono state ri-ammodernate due volte nel corso della loro attività sotto la bandiera tedesca, prima nella Bundesmarine e poi nella Deutsche Marine. il primo ciclo di ammodernamenti venne effettuato tra il 1982 e il 1984 e una seconda volta tra il 1990 e il 1992, con l'ultimo ammodernamento che ha riguardato tutte le unità della classe.

## Grecia
La Grecia ha acquistato sei di queste unità, due delle quali, Vlachavas e Maridakis, dopo essere state acquistate, sono state ri-ammodernate con nuovi sistemi ECM/ESM e sostituito i missili francesi Exocet con missili Harpoon. Nella Polemikó Navtikó queste unità costituiscono la Classe La Combattante IIa.
La prima coppia di motocannoniere vennero acquistate nel 1993 ed entrate in servizio il 17 febbraio 1994. Altre due unità vennero acquisite il 16 marzo 1995 ed entrate in servizio il successivo 30 giugno. L'ultima coppia di navi venne trasferita ai greci il 28 settembre del 2000 ed immesse in servizio il 27 ottobre successivo.

## Unità
| sigla | Nome                    | Nome tedesco | Entrata in servizio | Disarmo           | Entrata in servizio |
| ----- | ----------------------- | ------------ | ------------------- | ----------------- | ------------------- |
| P72   | Votsis (Βότσης)         | Iltis        | 8 gennaio 1973      | 15 ottobre 1992   | 28 aprile 1995      |
| P73   | Pezopoulos (Πεζόπουλος) | Storch       | 17 luglio 1974      | 16 novembre 1992  | 17 febbraio 1994    |
| P74   | Vlachavas (Βλαχάβας)    | Marder       | 14 giugno 1973      | 25 maggio 1994    | 30 giugno 1995      |
| P75   | Maridakis (Μαριδάκης)   | Häher        | 12 giugno 1974      | 24 giugno 1994    | 30 giugno 1995      |
| P76   | Tournas (Τουρνάς)       | Leopard      | 21 agosto 1973      | 28 settembre 2000 | 27 ottobre 2000     |
| P77   | Sakipis (Σακίπης)       | Jaguar       | 13 novembre 1973    | 28 settembre 2000 | 27 ottobre 2000     |